# Europejskie Igrzyska Halowe w Lekkoatletyce 1969 – bieg na 50 m przez płotki mężczyzn
Bieg na 50 metrów przez płotki mężczyzn – jedna z konkurencji biegowych rozgrywanych podczas lekkoatletycznych europejskich igrzysk halowych w hali Palac Lodowy w Belgradzie. Eliminacje i bieg finałowy zostały rozegrane 9 marca 1969. Zwyciężył reprezentant Wielkiej Brytanii Alan Pascoe. Tytułu z poprzednich igrzysk nie bronił Eddy Ottoz z Włoch.

## Rezultaty

### Eliminacje
Rozegrano 3 biegi eliminacyjne, do których przystąpiło 14 biegaczy. Awans do finału dawało zajęcie jednego z pierwszych dwóch miejsc w swoim biegu (Q). Skład finału uzupełnił zawodnik z najlepszym czasem wśród przegranych (q).
Opracowano na podstawie materiału źródłowego.
Bieg 1
| Miejsce | Zawodnik          | Czas | Uwagi |
| ------- | ----------------- | ---- | ----- |
| 1       | Werner Trzmiel    | 6,7  | Q     |
| 2       | Raimund Bethge    | 6,8  | Q     |
| 3       | Sergio Liani      | 6,8  | q     |
| 4       | Béla Mélykúti     | 6,9  |       |
| 5       | Fiorenzo Marchesi | 7,2  |       |

Bieg 2
| Miejsce | Zawodnik             | Czas | Uwagi |
| ------- | -------------------- | ---- | ----- |
| 1       | Günther Nickel       | 6,8  | Q     |
| 2       | Nicolae Pertea       | 6,9  | Q     |
| 3       | František Slavotínek | 7,0  |       |
| 4       | Sławczo Kostow       | 7,1  |       |
| 5       | Pierre Schoebel      | 7,3  |       |

Bieg 3
| Miejsce | Zawodnik         | Czas | Uwagi |
| ------- | ---------------- | ---- | ----- |
| 1       | Alan Pascoe      | 6,8  | Q     |
| 2       | Ołeh Stepanenko  | 6,9  | Q     |
| 3       | Leszek Wodzyński | 7,1  |       |
| –       | Zdravko Salinger | DQ   |       |

### Finał
Opracowano na podstawie materiału źródłowego.
| Miejsce | Zawodnik        | Czas |
| ------- | --------------- | ---- |
| 1       | Alan Pascoe     | 6,6  |
| 2       | Werner Trzmiel  | 6,6  |
| 3       | Nicolae Pertea  | 6,7  |
| 4       | Sergio Liani    | 6,8  |
| 5       | Raimund Bethge  | 6,8  |
| 6       | Günther Nickel  | 6,9  |
| 7       | Ołeh Stepanenko | 6,9  |